# パパのさがしもの
『パパのさがしもの』(The Best a Man Can Get)は、ジョン・オファーレル(John O'Farrell)によるイギリスの小説。及びその小説を原作とした小沢真理による日本の漫画作品。小説は2000年にイギリスで発表され、2002年にPHP研究所から日本語版が発行された。漫画作品は、2004年から2005年に『Kiss』（講談社）において連載された。全18話。単行本は講談社コミックスキスより全3巻。

## 概要
家族に隠し事を持つCMソングライターの夫と妻との関係を通じて、結婚のあり方について描いた作品。

## 漫画作品

### あらすじ
CMソングライターの牧人は、優しい妻とかわいい2人の子供達と幸せな家庭を築き暮らしている。妻も家族も愛している牧人だったが、家庭でのストレスから逃れるため、仕事用に借りたビルの一室で妻には秘密で息抜きをするようになっていた。妻に妊娠したことを知らされプレッシャーと経済的な負担が増えた牧人は、やがて平日は仕事場に泊り込むようになり、家に帰るのは週末だけになる。しかし、息抜きしていたことを貴紗に知られ、貴紗は実家に帰ってしまい、離婚すると牧人に告げる。

### 主な登場人物
安達 牧人（あだち まきひと）
CMソングライター。大事なことを先送りする性格。
安達 貴紗（あだち きさ）
牧人の妻。大学の演劇学科卒業。牧人が作曲したCMに出演したことがきっかけで付き合い、牧人と結婚する。妻として、2人の子の良き母として振舞うが、実際には育児・家事に疲れている。
安達 光里（あだち みり）
牧人と貴紗の娘。
安達 有人（あだち あると）
牧人と貴紗の息子。
小石川 仁（こいしかわ じん）
牧人の隠れ家のビルのオーナー。牧人の大学時代の友人。牧人の息抜きの相手。
トビー
牧人の隣の家にホームステイしているアメリカ人青年。近所づきあいがよく、牧人の家の家具組み立てなどを手伝う。

### 書誌情報
- 小沢真理 『パパのさがしもの』 講談社〈講談社コミックスキス〉、全3巻
  1. 2004年9月13日発売、ISBN 4-06-340506-0[1]
  2. 2005年1月13日発売、ISBN 4-06-340524-9[1]
  3. 2005年6月13日発売、ISBN 4-06-340547-8[1]